# Attleboro
Attleboro is een plaats (city) in de Amerikaanse staat Massachusetts, en valt bestuurlijk gezien onder Bristol County.

## Demografie
Bij de volkstelling in 2000 werd het aantal inwoners vastgesteld op 42.068.
In 2006 is het aantal inwoners door het United States Census Bureau geschat op 43.283, een stijging van 1215 (2,9%).

## Geografie
Volgens het United States Census Bureau beslaat de plaats een oppervlakte van
73,3 km², waarvan 71,3 km² land en 2,0 km² water. Attleboro ligt op ongeveer 25 m boven zeeniveau.

## Plaatsen in de nabije omgeving
De onderstaande figuur toont nabijgelegen plaatsen in een straal van 8 km rond Attleboro.

## Geboren
- Helen Watson Phelps (1864 - 1944), kunstschilder
- Ray Conniff (1916-2002), componist, arrangeur, trombonist, orkestleider
- Cathy Berberian (1925-1983), zangeres, componiste
- Scott Tingle (1965), astronaut
- Geoff Cameron (1985), voetballer